# Cao Cầu
Cao Cầu (tiếng Trung: 高俅, ?-1126) là một sủng thần của Tống Huy Tông. Ông được tiểu thuyết hóa trong truyện Thủy hử của Thi Nại Am như là nhân vật phản diện chính.

## Tiểu sử
Cao Cầu là người phủ Khai Phong. Cha đẻ là Cao Đôn Phục, có hai anh em. Ông có bốn người con trai đều có danh tiếng.
Tên tuổi của Cao Cầu có ghi chép trong Huy chủ hậu lục (揮麈後錄) của Vương Minh Thanh thời Nam Tống. Theo đó, thuở nhỏ ông là người ở của Tô Đông Pha và chuyên việc chép sách. Sau theo Khu mật đô thừa chỉ Vương Tiển (王銑) hay Vương Sân (王詵), tức Vương Tấn Khanh, bạn thơ phú họa của Tô Đông Pha. Do Đoan vương (sau này là Tống Huy Tông) và Vương Tấn Khanh có quan hệ thân thiết nên Cao Cầu có cơ hội tiếp xúc với Đoan vương.
Khi Đoan vương lên ngôi, ông cùng đại tướng Lưu Trọng Vũ (劉仲武) lo liệu công việc vùng biên ải, sau lại cùng Lâm Sư (林攄) đi sứ nhà Liêu. Khi về được cất nhắc làm quan coi quản việc ba quân với chức thái úy.
Sau khi Huy Tông thoái vị, Cao Cầu bị thất sủng. Ngày 14 tháng 5 (âm lịch) năm 1126, chết vì bệnh.

## Thủy hử
Trong tiểu thuyết Thủy hử, Cao Cầu là một nhân vật thủ đoạn, nhờ đá cầu giỏi nên được hoàng đế nhà Tống khi đó là Tống Huy Tông trọng dụng, có quyền hành lớn trong triều, cuối cùng được phong chức thái úy trong triều đình nhà Tống. Cao Cầu là người có nhiều thù oán với Lâm Xung, Dương Chí, và rất nhiều hảo hán khác.
Khi Cao Cầu đem quân thảo phạt Lương Sơn Bạc đã từng bị bắt, Lâm Xung định giết y trả thù nhưng bị Tống Công Minh ngăn cản vì muốn y về tâu với triều đình để thuận lợi việc chiêu an.
Cao Cầu trong tác phẩm Thủy hử thể hiện rất mưu mẹo, xảo quyệt. Do không phải dễ dàng từ một kẻ đá cầu trở thành Thái úy nên hình tượng nhân vật Cao Cầu đã thể hiện hết mọi tính cách của một viên quan tham lam và tàn bạo.
Trong phim Võ Tòng - Anh hùng Lương Sơn Bạc, hắn bị Võ Tòng và Yến Thanh giết cùng Dương Tiễn, Sái Kinh và Đồng Quán báo thù cho các huynh đệ Lương Sơn Bạc.